# La Fureur de vaincre
Pour plus de détails, voir Fiche technique et Distribution.
La Fureur de vaincre (titre original : 精武门, Jing wu men (« l'école Jing Wu ») ; titre en anglais : Fist of Fury, mais jusqu'en 2005 The Chinese Connection) est un film d'arts martiaux hongkongais écrit et réalisé par Lo Wei, produit par Raymond Chow et sorti en 1972. C'est le second film majeur de Bruce Lee après The Big Boss. Lee y incarne Chen Zhen (en), un élève de Huo Yuanjia, qui se bat pour défendre l'honneur des Chinois face à l'agression étrangère et pour traduire en justice les responsables de la mort de son maître.
Produit par la Golden Harvest, fondée peu de temps auparavant, le film, qui aborde des thèmes sensibles entourant le colonialisme japonais, présente des « chorégraphies de combat réalistes ».  Il se distingue des autres films du genre par ses références historiques et sociales, notamment à l'impérialisme japonais.
Le film rapporte environ 100 millions US$ de recettes dans le monde, pour un budget de 100 000 US$. Il devient le film hongkongais au plus gros succès jusqu'au film suivant de Lee, La Fureur du dragon (1972). Le personnage sera incarné par la suite par Jet Li dans une reprise du film, intitulé Fist of Legend de Gordon Chan, sorti en 1994, puis par Donnie Yen dans une série télévisée en 1995 et dans un film en 2011 Legend of the Fist: The Return of Chen Zhen de Wai Keung Lau.
L'acteur chinois Jackie Chan a un petit rôle dans ce film.

## Synopsis
Après de longues vacances, Chen Zhen (Bruce Lee) rentre dans son école de kung-fu (qui donne son titre chinois au film), et y découvre que son maître, Huo, est mort. Peu de temps après, les représentants d'une école japonaise rivale viennent humilier l'école de Chen Zhen en leur donnant un écriteau sur lequel est inscrite une insulte raciale envers les Chinois. Le lendemain, Chen Zhen décide seul d'aller voir l'école japonaise, et de leur rendre leur écriteau. Les Japonais, trouvant Chen Zhen trop téméraire, le défient : Chen Zhen bat tous les élèves de l'école, sans avoir une égratignure. Il découvre, un soir, que l'une des personnes de son école faisait partie des Japonais, et qu'elle a empoisonné le maître Huo. Chen Zhen va déchainer sa fureur, jusqu'à tuer, et à devoir se déguiser pour ne pas être reconnu par la police.

## Fiche technique
- Titre : La Fureur de vaincre
- Titre original : Jing wu men (« l'école Jing Wu »)
- Titre anglais : Fist of Fury (au moment de l'exportation aux États-Unis, par erreur intitulé The Chinese Connection jusqu'à la correction officialisée en 2005)
- Réalisation : Lo Wei
- Scénario : Lo Wei et Ni Kuang (non crédité)
- Chorégraphie des combats : Han Ying-chieh et Bruce Lee (non crédité)
- Musique : Joseph Koo. Introduction musicale : Also sprach Zarathustra, de Richard Strauss.
- Production : Raymond Chow
- Société de Production : Golden Harvest
- Pays d'origine :  Hong Kong
- Langues originales : mandarin, cantonais et anglais
- Genre : Kung-fu, action, drame
- Durée : 102 minutes
- Dates de sortie en salles : 
  -  Hong Kong : 22 mars 1972
  -  États-Unis : 7 novembre 1972 (New York)
  -  Royaume-Uni : 20 juillet 1973
  -  France : 2 août 1973
- Classification : 
  - France : initialement « interdit aux moins de 13 ans »[1], puis mention « tous publics »[2]
- Affiche : Illustration Jean Mascii (2ème affiche française)

## Distribution
Légende : Doublage de 1973 (Copies René Chateau Vidéo) ; Redoublage de 2002 (DVD Metropolitan Films)
- Bruce Lee (VF : Philippe Ogouz ; Pierre Tessier) : Chen Zhen / Chen Jeh
- Nora Miao (VF : Jeanine Forney ; Marie-Eugénie Maréchal) : Yuan Le-erh
- James Tien (VF : Richard Darbois) : Fan Chun-hsia
- Maria Yi (VF : Déborah Perret) : Yen
- Robert Baker (VF : Marc de Georgi ; Bruno Dubernat) : Petrov
- Fu Ching Chen : Chao
- Shan Chin : Tung
- Riki Hashimoto (VF : Claude Joseph ; Gabriel Le Doze) : Hiroshi Suzuki
- Jun Katsumura : le garde du corps de Suzuki
- Huang Chung-hsin : Tien, le cuisinier
- Han Ying-chieh (VF : Jean-Claude Michel) : l'intendant Feng Kwai-sher
- Li Kun (VF : Serge Lhorca) : Chang Zhen
- Tien Feng (VF : Michel Barbey ; Hervé Jolly) : Fan, Maître Tsing
- Ying-Chi Li : Li
- Tony Liu : Chin
- Lo Wei (VF : William Sabatier ; Richard Leblond) : l'inspecteur de police
- Yi Feng (VF : Henry Djanik) : Yoshida
- Wei Ping-ao (VF : Gérard Hernandez ; Patrice Dozier) : Mr. Wu, l’interprète
- Chin Chun (VF : Philippe Dumat ; Philippe Ariotti) : le représentant du consulat
- Jackie Chan : un élève de Jing Wu (non crédité)
- Unicorn Chan : un élève de Jing Wu
- Ching-Ying Lam : un combattant japonais
- Corey Yuen : un combattant japonais (non crédité)
- Serge Lhorca : le narrateur au début du film (dans la version René Château)

## Titres alternatifs
- Fist of Fury (Hong Kong) / GB / États-Unis (à partir de 2005)
- La Fureur de Vaincre (France)
- School for Chivalry (États-Unis)
- The Chinese Connection (États-Unis, par erreur jusqu'en 2005)
- The Iron Hand (indéfini)

## Scènes manquantes
Lorsque René Chateau distribua le film, celui-ci fut tronqué et censuré.
- La première scène supprimée est le moment où Chen Zhen se rendit au cimetière après son retour à l'école.
- Le générique d'origine présentant les techniciens et les acteurs a été remplacée visuellement. En effet, la version René Chateau présentait une image fixe de Bruce Lee à gauche et à droite avec au centre de l'écran, le nom des acteurs et les techniciens.
- On dénombre également trois autres scènes de dialogues supprimées, dont deux formant une continuité : 
  - la première scène est celle où le personnage de l'inspecteur chinois interprété par Lo Wei revient interroger les membres de l'école de Jing Wu sur la disparition de Chen Zhen et les avertir qu'il ne pourra pas les sauver des griffes des Japonais, ce qui pousse ensuite le personnage joué par Nora Miao (Yuan-Le-Erh) à révéler au disciple supérieur de Jing Wu qu'elle sait où se cache Chen Zhen la nuit.
  - la seconde scène, liée à la première, voit justement une partie de l'école chercher Chen Zhen à l'endroit où il se cache (au cimetière), sans succès.
  - la troisième et dernière scène coupée, est celle où ces mêmes membres de l'école tentent désespérément de trouver des survivants à la suite de l'attaque japonaise et parviennent à en trouver deux.

## Anecdotes
- Le combat opposant Bruce Lee aux élèves japonais a été repris par Quentin Tarantino dans Kill Bill : Bruce Lee y est encerclé par ses adversaires, fait une feinte et tout le monde recule. Ses adversaires attaquent, il se bat, puis attrape un nunchaku : il tombe par terre et fouette les pieds de son adversaire avec l'arme. Cette même manœuvre est exécutée dans Kill Bill, mais avec un sabre.

- C'est le seul film dans lequel Bruce Lee joue un personnage vivant une histoire d'amour, contrairement aux autres où il côtoie de jolies Chinoises sans aller plus loin (Le Jeu de la mort n'est pas compté car Lee n'a pas tourné dans une seule scène où le héros apparaît avec sa petite-amie). Par ailleurs, Yuan Le-erh affirme dans le film qu'elle rêve d'avoir un garçon et une fille avec Chen Zhen. Un détail quasi auto-biographique chez Bruce Lee qui était père d'un fils (Brandon, décédé brutalement en 1993 sur le tournage du film The Crow) et d'une fille (Shannon) dans la vie.

- Huo Yuanjia est un héros chinois qui a réellement existé et remporté de nombreux tournois d'art martiaux. En incarnant son disciple, Bruce Lee devient l'emblème de la Chine à travers le monde.

- Lors du combat final, avec un coup de pied en l'air, Chen Zhen (Bruce Lee) envoie Suzuki à travers la fenêtre. La cascade montrant le Japonais chuter à l'extérieur et au loin fut effectuée par un jeune cascadeur de 17 ans et futur star internationale : Jackie Chan. Par ailleurs, beaucoup plus tôt dans le film : avant que les Japonais, cherchant à se venger, n'arrivent à l'école Jing Wu, les élèves de cette dernière s'entraînent à l'extérieur ; dans cette scène, on peut voir Jackie Chan faire un combat d'entrainement avec une fille.

- Lors de la première visite de Chen Zhen (Bruce Lee) à l'école de Suzuki, parmi ceux qui ne portent pas le traditionnel kimono blanc se trouve le futur réalisateur Corey Yuen, à l'époque où il était cascadeur. Durant la bagarre avec Chen Zhen, Corey se fait frapper à plusieurs reprises, et c'est le 3e à encaisser un coup de nunchaku dans le visage.

- Le scénario de ce film, ainsi que celui de The Big Boss ont été écrits par Ni Kuang, un scénariste de la Shaw Brothers, mais son nom n'a pas été crédité au générique.

- Lors de la distribution du film aux États-Unis, son titre en anglais, jouant sur la vague de popularité du récemment sorti The French Connection, a été inversé par erreur avec celui destiné à The Big Boss ; réciproquement celui de The Big Boss fut par erreur Fists of Fury. La correction a été officialisée en 2005.

- La scène où Bruce Lee casse un panneau à l’entrée du parc « Pas de chiens ou Chinois autorisés » a été filmé au Parc Huangpu de Shanghai. Historiquement aucun panneau de ce style n'a jamais existé, il y avait en fait un signe contenant une dizaine de règlements, dont le premier, « Les jardins sont réservés pour la communauté étrangère », et le quatrième étant « les chiens et les vélos ne sont pas admis ».[réf. nécessaire]